# Pseudocentrum
Pseudocentrum ist eine Gattung aus der Familie der Orchideen (Orchidaceae). Sie besteht aus 13 Arten krautiger Pflanzen, die im tropischen Amerika beheimatet sind.

## Beschreibung
Die Arten der Gattung Pseudocentrum sind terrestrisch wachsende krautige Pflanzen mit aufsteigender, rhizomartiger Basis und fleischigen Wurzeln. Mehrere Blätter stehen in einer lockeren Rosette. Sie sind gestielt, die Blattspreite ist lanzettlich bis oval.
Der traubige, endständige Blütenstand ist mehr oder weniger dicht mit zahlreichen Blüten besetzt. Der Blütenstandsstiel trägt mehreren Hochblätter. Der Fruchtknoten ist je nach Art gestielt oder sitzend, unbehaart oder behaart. Die Blüten sind nicht resupiniert. Das dorsales Sepal ist frei, eher schmal, mehr weniger kapuzenförmig, manchmal zurückgeschlagen. Die seitlichen Sepalen sind verschiedenartig miteinander verwachsen, sie bilden entweder eine lange, spornartige Röhre oder einen Helm, ihre Spitzen sind frei, fleischig und ausgebreitet. Die Petalen sind schmal und haften seitlich der Säule an, etwa ab der Mitte sind sie frei und zurückgeschlagen. Die Lippe ist am Grund mit der Säule verwachsen, dreilappig, die Seitenlappen stehen parallel zur Säule, der Mittellappen ist lang und linealisch, die Ränder rinnig gebogen, vollständig von dem zusammengewachsenen Teil der Sepalen verborgen. Die Säule ist sehr kurz, seitlich mit zwei Flügeln von der Basis bis zur Narbe. Die Narbe ist quer zur Säulenachse oval, die Ränder sind verdickt. Das Staubblatt enthält in zwei Kammern insgesamt vier ungleich große Pollinien. Diese hängen über Stielchen an einer kleinen Klebscheibe (Viscidium). Das Trenngewebe zwischen Narbe und Staubblatt (Rostellum) ist gerade, es endet spitz ausgezogen.

## Vorkommen
Pseudocentrum kommt in den Anden Südamerikas von Peru über Ecuador bis Kolumbien und weiter nach Panama und Costa Rica vor, ebenfalls auf einigen Inseln der Karibik. Es werden Höhenlagen von 1700 bis 3200 Meter besiedelt. Die Standorte liegen im Schatten feuchter Wäldern.

## Systematik und botanische Geschichte
Die Gattung Pseudocentrum wurde 1858 von Lindley in Journal of the Proceedings of the Linnean Society. Botany Band 3 Teil 9, Seite 63–64 aufgestellt. Der Name setzt sich aus den griechischen Worten ψεῦδος pseudos, „falsch“, und κέντρον kentron, „Sporn“, zusammen. Er bezieht sich auf den Umstand, dass der Sporn nicht von der Lippe, sondern den äußeren Blütenblättern gebildet wird. Typusart ist Pseudocentrum macrostachyum.
Pseudocentrum wird innerhalb der Tribus Cranichideae in die Subtribus Cranichidinae eingeordnet.
Es sind folgende Arten bekannt:
- Pseudocentrum bursarium Rchb.f.: Sie kommt in Kolumbien, Ecuador und Peru vor.[1]
- Pseudocentrum cauliifolium Szlach. & Kolan.: Die 2016 erstbeschriebene Art kommt in Ecuador vor.[1]
- Pseudocentrum glabrum J.S.Moreno & P.A.Harding: Die 2016 erstbeschriebene Art kommt in Kolumbien vor.[1]
- Pseudocentrum guadalupense Cogn. in I.Urban: Sie kommt nur auf Guadeloupe vor.[1]
- Pseudocentrum hirtzii Szlach. & Kolan.: Die 2016 erstbeschriebene Art kommt in Ecuador vor.[1]
- Pseudocentrum hoffmannii (Rchb.f.) Rchb.f.: Sie kommt von Costa Rica bis zum westlichen Panama vor.[1]
- Pseudocentrum kayi Szlach. & Kolan.: Die 2015 erstbeschriebene Art kommt im nördlichen Peru vor.[1]
- Pseudocentrum macrostachyum Lindl.: Sie kommt in Kolumbien, Ecuador und Peru vor.[1]
- Pseudocentrum magnicalcar Szlach. & Kolan.: Die 2016 erstbeschriebene Art kommt in Ecuador vor.[1]
- Pseudocentrum minus Benth.: Sie kommt in Hispaniola und in Jamaika vor.[1]
- Pseudocentrum purdii Garay: Sie kommt in Kolumbien vor.[1]
- Pseudocentrum sylvicola Rchb.f.: Sie kommt in Kolumbien, Ecuador und im westlichen Bolivien vor.[1]
- Pseudocentrum tandayapense Szlach. & Kolan.: Sie kommt in Ecuador vor.[1]